# Saxmundham
Saxmundham – miasto i civil parish w Wielkiej Brytanii, w Anglii, w hrabstwie Suffolk, w dystrykcie East Suffolk. W 2011 roku civil parish liczyła 3644 mieszkańców. Saxmundham jest wspomniana w Domesday Book (1086) jako Samundeham/Sasmunde(s)ham/Saxmondeham.